# Sauroniops
Sauroniops là một chi khủng long, được Cau Dalla Vecchia & Fabbri mô tả khoa học năm 2012.